# Miedziopierś północna
Miedziopierś północna, miedziopierś arktyczna (Somatochlora arctica) – gatunek ważki z rodziny szklarkowatych (Corduliidae). Występuje na torfowiskach w północnej i środkowej strefie Europy i Azji. Długość ciała wynosi 43 mm, rozpiętość skrzydeł 56 mm.
W Polsce gatunek ten objęty jest częściową ochroną gatunkową, a dawniej objęty był ochroną ścisłą. W Polskiej czerwonej księdze zwierząt. Bezkręgowce figuruje w kategorii VU (narażony). W Polsce osobniki dorosłe pojawiają się od połowy maja do połowy sierpnia.